# Hiệp hội phê bình phim Chicago
Hiệp hội phê bình phim Chicago (CFCA) (tên gốc tiếng Anh: Chicago Film Critics Association) là một hiệp hội các nhà phê bình phim chuyên nghiệp ở Chicago, Hoa Kỳ. Từ năm 1989, hàng năm, Hiệp hội đều trao giải thưởng cho một số thể loại trong ngành điện ảnh.

## Các loại giải thưởng
- Phim hay nhất
- Phim ngoại ngữ hay nhất
- Phim tài liệu hay nhất
- Phim hoạt hình hay nhất
- Kịch bản gốc hay nhất
- Kịch bản chuyển thể hay nhất
- Nhạc phim hay nhất
- Nam diễn viên chính xuất sắc nhất
- Nữ diễn viên chính xuất sắc nhất
- Nam diễn viên phụ xuất sắc nhất
- Nữ diễn viên phụ xuất sắc nhất
- Đạo diễn xuất sắc nhất
- Quay phim xuất sắc nhất

## Giải thưởng ngừng trao
- Kịch bản hay nhất (thay bằng: Kịch bản gốc và Kịch bản chuyển thể hay nhất)